# Youngsville (Pennsylvanie)
Pour les articles homonymes, voir Youngsville.
Youngsville est un borough situé au nord de la partie centrale du comté de Warren, en Pennsylvanie, aux États-Unis,. En 2010, il comptait une population de 1 729 habitants, estimée au 1er juillet 2020 à 1 665 habitants. Le borough est fondé en 1796 et incorporé le 4 septembre 1849.

## Démographie
Lors du recensement de 2010, le borough comptait une population de 1 729 habitants. Elle est estimée, en 2020, à 1 665 habitants.

### Source de la traduction
- (en) Cet article est partiellement ou en totalité issu de l’article de Wikipédia en anglais intitulé « Youngsville, Pennsylvania » (voir la liste des auteurs).